# Jaroslav
Jaroslav je mužské jméno. Podle českého občanského kalendáře má svátek 27. dubna.
Jedná se o jméno staroslovanského původu, odvozené ze slova „jaryj“, jehož význam je jednak „vznětlivý“, jednak „silný, mocný, vládnoucí“, nebo se i chybně vykládá jako ten, kdo „slaví jaro“. Významově obdobné je jméno Roderik.

## Statistické údaje
Následující tabulka uvádí četnost jména v ČR a pořadí mezi mužskými jmény ve srovnání dvou roků, pro které jsou dostupné údaje MV ČR – lze z ní tedy vysledovat trend v užívání tohoto jména:
| Rok  | Četnost | Pořadí | Změna četnosti | Změna pořadí |
| 1999 | 230 915 | 5.     |                |              |
| 2002 | 223 442 | 5.     | -7 473         | 0            |
| 2006 | 208 312 | 5.     | -15 130        | 0            |
| 2007 | 204 961 | 6.     | -3 351         | -1           |
| 2009 | 198 664 | 6.     | -6 297         | 0            |
| 2016 | 172 785 | 8.     | -25 879        | -2           |

Změna procentního zastoupení tohoto jména mezi žijícími muži v ČR (tj. procentní změna se započítáním celkového úbytku mužů v ČR za sledované tři roky 1999–2002) je -2,5 %, což svědčí o poklesu obliby tohoto jména.
V roce 2007 se podle údajů ČSÚ jednalo o 31. nejčastější mužské jméno mezi novorozenci.

## Domácké podoby
Jára, Jaroušek, Jarínek, Jarin, Jája, Jarda, Jarek, Jaran, Jarouš, Jareček, Jardík, Slávek, Sláveček

## Jaroslav v jiných jazycích
- Bělorusky: Яраслаў (Jaraslaŭ)
- Bulharsky, rusky, ukrajinsky: Ярослав
- Německy: Jaroslaus
- Polsky: Jarosław
- Slovensky: Jaroslav
- Anglicky: Jerry
- Jidiš: דזשאַראָסלאַוו
- Hebrejsky: ירוסלב (Iruslb)
- Čínsky: 雅羅斯拉夫 (Yǎluósīlāfūěr)
- Japonsky: ヤロスラフ (Yarosurafu)
- Maďarsky: Jaroszláv
- Řecky: Γιαροσλαβ (Giaroslav)
- Litevsky: "Jaryslovas"

## Známí Jaroslavové
- Jára Kohout (1904–1994) – český herec a zpěvák
- Jaroslav I. Moudrý (978–1054) – kyjevský velkokníže
- Jaroslav Břeský (* 1989) – český zpěvák
- Jaroslav Bašta (* 1948) – český diplomat a archeolog
- Jaroslav Čejka (1936–2022) – český herec a tanečník
- Jaroslav Čejka (* 1943) – český básník, dramatik a novinář
- Jaroslav Dietl (1929–1985) – český dramatik a scenárista
- Jaroslav Dudek (1932–2000) – český divadelní režisér a režisér
- Jaroslav Durych (1886–1962) – český prozaik, básník, dramatik a publicista
- Jaroslav Dušek (* 1961) – český herec a moderátor
- Jaroslav Filip (1949–2000) – slovenský herec, hudební skladatel a humorista
- Jaroslav Flegr (* 1958) – český evoluční biolog a vysokoškolský pedagog
- Jaroslav Foglar (1907–1999) – český spisovatel literatury pro mládež, významná osobnost skautského hnutí
- Jaroslav Foldyna (* 1960) – český politik
- Jaroslav Hašek (1883–1923) – český anarchista, humorista, novinář, publicista, romanopisec, satirik a spisovatel
- Jaroslav Heyrovský (1890–1967) – český akademik, chemik, nositel Nobelovy ceny a vynálezce
- Jaroslav Himr (1917–1943) – český stíhací pilot, velitel 313. československé stíhací perutě
- Jaroslav Holík (1942–2015) – český hokejový trenér a lední hokejista
- Jaroslav Hrbáček (1921–2010) – český biolog a vysokoškolský pedagog
- Jaroslav Ježek (1906–1942) – český hudební skladatel
- Jarosław Kaczyński (* 1949) – polský politik
- Jaroslav Krejčí (1892–1956) – český politik, právník a ústavní soudce, ministr protektorátní vlády
- Jaroslav Křička (1882–1969) – český hudební skladatel, dirigent, organizátor, pedagog a publicista
- Jaroslav Marvan (1901–1974) – český herec
- Jaroslav Melichar – více osob, rozcestník
- Jaroslav Moučka (1923–2009) – český herec a dabér
- Jaroslav Pánek (* 1947) – český archivář, historik a vysokoškolský pedagog
- Jaroslav Plachý (* 1952) – český poslanec (1996–2013) a místní politik
- Jaroslav Plašil (* 1982) – český fotbalista a fotbalový reprezentant
- Jaroslav Pospíšil (1905–1979) – český operní a operetní zpěvák
- Jaroslav Rudiš (* 1972) – český komiksový scenárista, novinář a spisovatel
- Jaroslav Satoranský (* 1939) – český dabér a herec
- Jaroslav Seifert (1901–1986) – československý básník a nositel Nobelovy ceny za literaturu
- Jaroslav Soukup – více osob, rozcestník
- Jaroslav Stodola (* 1966) – český sériový vrah
- Jaroslav Svěcený (* 1960) – český houslista
- Jaroslav Špaček (* 1974) – český extraligový lední hokejista, hokejový obránce a lední hokejista
- Jaroslav Uhlíř (* 1945) – český klavírista a hudební skladatel
- Jaroslav Vrchlický, vlastním jménem Emil Frída (1853–1912) – český básník, dramatik, novinář a překladatel
- Jaroslav Vozáb (1919–1988) – český herec a humorista
- Jaroslav Weigel (1931–2019) – český grafik, herec a malíř

## Známé literární a filmové postavy
- Jaroslav ze Šternberka (1220–1287) – fiktivní moravský šlechtic z rodu Šternberků
- Jára Cimrman – fiktivní český génius
- Jaroslav Dušek ze seriálu Hospoda
- Jaroslav Jandera ze seriálu Sanitka a Sanitka 2
- Jarin Franc z filmu Slavnosti sněženek

## Další využití jména
- N-S 47 Jaroslav – Krycí jméno pěchotního srubu u Sedloňova